# Boerhavia coccinea
Espèce
Boerhavia coccinea est une espèce de plantes de la famille des Nyctaginacées.